# Night Life
「Night Life」（ナイトライフ）は、佐野元春の3作目のシングル。1981年2月25日にEPIC・ソニー（現：エピックレコードジャパン）から発売された。

## 解説
佐野元春の2ndアルバムである『Heart Beat』と同時発売された。

## 収録曲
- 全作詞・作曲：佐野元春、編曲：佐野元春・伊藤銀次

1. Night Life
2. GOOD VIBRATIONS